# Edificio de la Cruz Roja (Albacete)
El edificio de la Cruz Roja es un emblemático edificio modernista del primer cuarto del siglo XX situado en la ciudad española de Albacete.

## Historia
El edificio fue construido en 1921 en la calle San Antonio de la capital albaceteña, en pleno Centro de la ciudad, proyectado por los arquitectos Julio Carrilero y Miguel Ortiz.
Fue destinado a vivienda hasta que en 1971 Cruz Roja adquirió el inmueble para albergar su sede provincial. En 2007 fue rehabilitado.

## Características
El edificio, protegido y de estilo modernista, destaca por sus balcones forjados, el mirador situado sobre la portada y sus cornisas, pilastras y molduras. En la actualidad alberga la sede de la Cruz Roja en Albacete.